# شهلا ضياء
شهلا زيا (باللغة الأردية : Shahla Zia ) (معروفة أيضًا باسم شيهيلا ضياء) هي محامية و ناشطة باكستانية ، عُرفت بالدفاع عن حقوق المرأة

. وُلدت شهلا في الثاني عشر من شهر فبراير ( شُباط ) لعام 1947 و تُوفيت في العاشر من شهر مارس ( أذار ) لعام 2005 .

| الاسم عند الولادة	=Shahla Zia 
| تاريخ الولادة =12 فبراير 1947
|مكان الولادة	=باكستان
| تاريخ الوفاة  =10 مارس 2005
|سبب الوفاة	= المرض
|مكان الدفن	=
| معالم	=
| العرقية	=
| منشأ	=  
|الإقامة	=
|الجنسية	= الباكستانية
|المدرسة الأم	=
|المهنة	= محامية، ناشطة 
|سنوات النشاط	=
|أعمال بارزة	=
|تأثر بـ	=
|أثر في	=
|التلفزيون	=
|المنصب	=
|مؤسسة منصب	=
|بداية منصب	=
|نهاية منصب	=
|المدة	=
|سبقه	=
|خلفه	=
|الحزب 	=
|الزوج 	=
|الأبناء	=
|الأب	=
|الأم	=
|الجوائز	=
|التوقيع	=
|الموقع الرسمي	=
}}
شهلا زيا (باللغة الأردية : Shahla Zia ) (معروفة أيضًا باسم شيهيلا ضياء) هي محامية و ناشطة باكستانية ، عُرفت بالدفاع عن حقوق المرأة

. وُلدت شهلا في الثاني عشر من شهر فبراير ( شُباط ) لعام 1947 و تُوفيت في العاشر من شهر مارس ( أذار ) لعام 2005 .

## حياتها
وُلدت في عام 1947 وهي ابنه الناشط السياسي من أجل استقلال باكستان  مُحمد علي خان و التربوية و الناشطة ساتنام محمود . في فترة الستينيات التحقت ضياء بجامعة البنجاب والتي حصلت منها على بكالوريوس في القانون ، حيث تٌعد من أوائل النساء الباكستانيات الاتي يفعلن ذلك .

الحياة الاجتماعية 
لدى شهلا ولدين وثلاث بنات ،و واحدة منهن هي ماليحة ضياء لاري المحامية والناشطة لحقوق الإنسان .

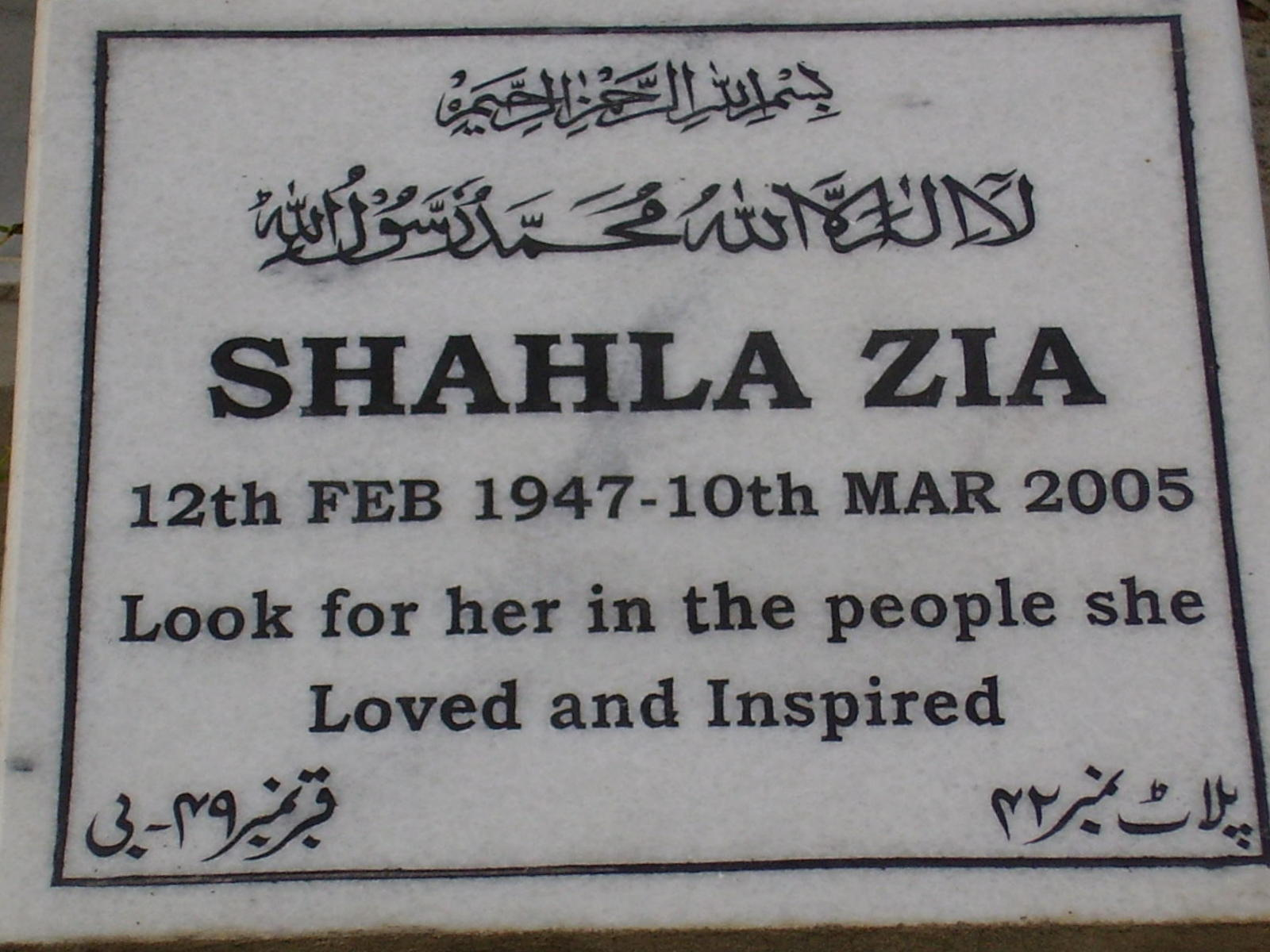
قبر شهلا ضياء في مقبرة باسلام اباد

## وفاتها
تُوفيت شهلا في العاشر من شهر مارس ( أذار ) لعام 2005 عن عمر  يناهزالثامنة والخمسين بسبب مرضها .

## نشاطها وأعمالها القانونية
تُعد شهلا إحدى المؤسسين لمؤسسة اورات (AuratFoundation) المختصة بحقوق المرأة و في عام 1980 ساهمت في تأسيس مكتب المحاماة ومركز المساعدات القانونية ايه جي اتش اس (AGHS). تم سجن زيا  مع نساء أُخريات في عام 1983 بتهمة التظاهر أمام المحكمة العليا بلاهور ضد  قانون الاثبات لعام 1983 والذي يجعل في بعض الظروف شهادة الرجل تساوي شهادة امرأتين 

. لقد كان لضياء نشاطًا أيضًا في منتدى العمل من أجل المرأة ،و اشتهرت بمحاربة  القوانين العنصرية التي ضد للمرأة و الأقليات الدينية .
عملت ضياء في هيئة فحص وضع المرأة في باكستان حيث عينتها الحكومة، كما أنها شاركت في كتابة تقرير تم كتابته في عام 1997 . تم إجبار ضياء للاستقالة من منصبها العديدة في الهيئات الحكومية بعدما تم الموافقة على  قانون الشريعة خلال التعديل الخامس عشر في الدستور الباكستاني في عام 1998.
في عام 1994 رفعت ضياء قضية للمحكمة العليا في باكستان ، حيث قدم المدعون طعنًا قانونيًا ضد إنشاء محطة كهرباء مشيرين إلى المخاطر الصحية 

. ويُعتبر هذا الحكم علامة فارقة في القانون البيئي في باكستان حيث أصبح الحق في بيئة صحية أمرًا محميًا من الناحية الدستورية و يقع في إطار حق الحياة والكرامة .